# Kirchensittenbach
Kirchensittenbach  es un municipio alemán, situado en el País de Núremberg en la región administrativa de Franconia Media, en el Estado federado de Baviera. 